# Kostel svatého Jiří (Dobrá)
Kostel svatého Jiří v Dobré se nachází v okrese Frýdek-Místek. Farní kostel náleží pod biskupství ostravsko-opavské, děkanát Frýdek, Římskokatolická farnost Dobrá. Kostel byl zapsán do státního seznamu kulturních památek před rokem 1988.

## Historie
Římskokatolický farní kostel svatého Jiří byl postaven na původním místě dřevěného kostela, který byl přemístěn do Soběšovic. Kostel v barokním slohu nechal postavit v letech 1682–1686 hrabě František Eusebius z Oppersdorfu. Do oltářního kamene byly vloženy ostatky svatých mučedníků Bonifáce, Reparáty a Patienty. Vedle kostela stála samostatná dřevěná zvonice. V roce 1816 byla ke kostelu přistavěna zděná věž.V roce 1852 byl kostel upravován. Postaven nový hlavní oltář, položena dlažba a přestavěn oblouk s křtitelnicí a kazatelnou. V kněžišti byl přestavěn strop a v roce 1860 byl oblouk přizpůsoben ostatním klenbám a tím i srovnána střecha nad kněžištěm a lodí. Také byla zvýšená sakristie s oratoří. V roce 1987 byla provedena oprava věže a střechy kostela. V roce 1992 byly opravy přeneseny do interiéru kostela.
V roce 2012 proběhla generální oprava kostela. Náklady na opravu činily 4,767 milionů korun, z toho 3,865 miliony byly z prostředků EU prostřednictvím Regionálního operačního programu NUTS 2 Moravskoslezsko. Oprava zahrnovala kompletní rekonstrukci střechy včetně krovů a rekonstrukce sanktusníku, opravu fasády a oken, odvodnění kostela.

## Architektura
Jednolodní stavba orientovaná se sedlovou střechou, sanktusníkem a vsazenou věží. Dvě boční kaple Ukřižovaného a Srdce Ježíšovo na severní a jižní straně. Sakristie s patrovou oratoří. Průčelí je konvexním probráním připojeno ke vsazené hranolové věži. Fasáda průčelí je členěna pilastry s volutovými hlavicemi. Křídla štítu fasády sledují prohnutí bočních stěn, na koncích křídel jsou vázy. Nároží má naznačeno kvádrování. Věž je členěna kordonovými římsami
Barokní stavba v roce 1686 měla rozměry: délka 29 m, šířka v kněžišti 9,65 m, výška 7,5 m, šířka lodi 11,5 m. Klenba byla usazena na mohutných pilířích, které mezi sebou byly propojeny klenbami, takže prostor lodi kostela se mohl rozšiřovat.

## Interiér
Přízemní část podvěží je zaklenuto plackou. Kněžiště má tři pole valené klenby s výsečemi a kruhovými svorníky. Loď kostela je zaklenuta valenou klenbou s výsečemi.Kaple Ukřižovaného zaklenuta stlačenou plackou, v kapli Srdce Ježíšova stlačená koncha s výsečemi na pasech. Kruchta podepřena dvěma čtyřbokými pilíři podklenuta hřebínkovou křížovou klenbou.
Při opravě elektroinstalace v roce 1973 byly odstraněny poškozené červotočem barokní boční oltáře sv. Josefa a sv. Jana Nepomuckého z roku 1908 a kazatelna. V roce 1979 byly nahrazeny poškozené červotočem staré lavice novými. Při opravách v roce 1992 byl pořízen nový oltář, ambon a svatostánek. V obětním stolu jsou uloženy ostatky svatých z původního oltáře. Oltářní obraz sv. Jiří byl zakoupen v roce 1883.

## Věž
Základní kámen věže položen v květnu 1816. Ke stavbě věže přispěl arcivévoda Albert Sasko-Těšínský, jehož erb je na průčelí kostela. Věž je osově částečně vsazená do průčelí lodi. Stavba věže byla zdržena velkou neúrodou. V roce 1853 byly provedeny první opravy. Dne 25. května 1862 úder blesku způsobil malý požár, který byl uhašen deštěm. Po této události byl na věž instalován bleskosvod (hromosvod). Věž má barokní cibulovou báň s lucernou krytou plechem. Ve věži jsou instalovány věžní hodiny.

## Zvony
Vedle původního dřevěného kostela stála dřevěná zvonice, ve které byly zavěšeny tři zvony, jak je uváděno v zápise z vizitace z roku 1652 a 1688. Výstavbou sanktusníku měl kostel čtvrtý malý zvon.
V roce 1755 farář P. Karel Ibram ze Suché, farář v Dobré, nechal ulít nový zvon u zvonaře Melchiora Schwanna v Olomouci. Po přístavbě zděné věže ke kostelu v roce 1818 byly do věže vytaženy tři zvony. Prvním byl zvon z roku 1755 o váze 350 kg, druhý zvon byl přelit v roce 1817 ve zvonařské dílně Františka Stankeho v Opavě. Důvodem bylo prasknutí zvonu v roce 1806 v době velké epidemie. Zvon po přelití vážil 4 centy a 44 liber, nesl vyobrazení Panny Marie Frýdecké a sv. Jiří bojujícího s drakem. Třetí zvon vážil 1,5 centů byl bez nápisu s vyobrazením Panny Marie držící Ježíška. Malý zvon ze sanktusníku pukl a byl přelit v roce 1881 v Bialé a téhož roku posvěcen. Je pravděpodobné, že byl rekvírován v době druhé světové války a později nahrazen ocelovým zvonem o průměru 34 cm a výšce 33 cm. V roce 2015 nebyl činný, neměl ruční ani elektrický pohon a byl k němu značně svízelný přístup.
V době první světové války byly zvony rekvírovány. V roce 1916 dva z roku 1817 a 1881 a v roce 1917 zvon z roku 1755 . Celková hmotnost zvonů činila 700 kg.
Po ukončení první světové války byla zahájena sbírka na nové zvony, které byly v roce 1920 odlité ve Vítkovických železárnách. Byly to tři ocelové zvony:
- největší měl spodní průměr 107,5 cm, délka srdce 101 cm, hmotnost cca 700 kg elektrický pohon z šedesátých let 20. století. Zdoben je dvoulinkou mezi nimi je označení EW. XIII. No 218.
- Střední zvon měl průměr 84,5 cm, výška 78 cm, délka srdce 77 cm, hmotnost 300 kg. Zdoben šesti linkami na přechodu k věnci a dvma linkami na čepci zvonu, označení E.W. XVII No. 220.
- Třetí měl průměr 72 cm, výšku 68 cm, hmotnost 175 kg, srdce zvonu bylo zlomené, jehož zbytek měřil 37 cm. Zdoben pěti jednoduchými linkami, označení E.W. XX. No 286 1920.

Tři nové zvony byly pořízeny v roce 2014, které nahradily ocelové zvony. Bronzové zvony byly ulity ve zvonařské dílně Josefa Tkadlece z Halenkova na Vsetínsku. Největší zvon sv. Jiří má hmotnost 535 kg, tón as1, druhým je sv. Antonín o hmotnosti 355 kg, tón b1, třetím je zvon Panna Marie o hmotnosti 220 kg, tón des. Zvony před zavěšením posvětil 13. prosince 2014 biskup František Václav Lobkowitz.  Ocelové zvony byly předány: největší Římskokatolické farnosti Liběšice litoměřické diecéze a dva další do královéhradecké diecéze: Komárova u Horní Rovně (filiální kostel sv. apoštolů Petra a Pavla) a nejmenší do Dobrušky.

### Varhany
Varhany v roce 1798 postavil varhanář z Opavy a Frýdku František Horčička (1745–1800), v roce 1835 varhany opravoval Johann Neusser 1807–1878) z Nového Jičína. Varhany z roku 1801 byly nahrazeny novými v roce 1861. V roce 1956 byly instalovány nové varhany.